# Nederlandse Kring van Beeldhouwers
De Nederlandse Kring van Beeldhouwers (NKvB of internationaal The Dutch Society of Sculptors) is een Nederlandse beroepsvereniging voor beeldhouwers in de ruimste zin; dus ruimtelijk werkende, professionele beeldend kunstenaars.
De NKvB is opgericht in 1918. Zij probeert de belangstelling voor driedimensionale kunst in en buiten Nederland te vergroten en onderlinge contacten tussen beeldende kunstenaars te bevorderen. Naast belangenbehartiging houdt de vereniging zich bezig met het organiseren van tentoonstellingen en symposia.
Na de Tweede Wereldoorlog maakte de NKvB zich hard voor overheidsregulering rond het plaatsen van oorlogsmonumenten, vanwege zorgen over de opkomst van spontane, maar kwalitatief inferieure gedenktekens, terwijl er beeldhouwers werkloos thuis zaten. In oktober 1945 werd het Besluit Oorlogs- of Vredesgedenkteekens van kracht, dat regelde dat er voor oprichting van een monument goedkeuring nodig was van de minister van Onderwijs, Kunsten en Wetenschappen.

## Leden
Leden van het eerste uur waren beeldhouwers als Hildo Krop, Mari Andriessen, Joseph Mendes da Costa en Oswald Wenckebach. De vereniging telt ongeveer 200 leden.